# 1956 في المملكة المتحدة
فيما يلي قوائم الأحداث التي وقعت خلال عام 1956 في المملكة المتحدة.

## رياضة
- 1 يناير – بطولة ويمبلدون 1956

## ظهور
- 1 يناير – مبنى الرجل الميت رواية من تأليف أجاثا كريستي.
- 1 يناير – نيو ساينتست

## أفلام
من الأفلام التي صدرت هذه السنة في المملكة المتحدة:
- 17 أكتوبر – حول العالم في 80 يوما من إخراج مايكل أندرسون (مخرج أفلام)، جون فارو.[1]

## موسيقى

### أغاني
من الأغاني التي صدرت هذه السنة في المملكة المتحدة:
- 1 أكتوبر – الفيلة نيللي من غناء ماندي ميلر.

## كتب
من الكتب التي صدرت هذه السنة في المملكة المتحدة:
- 1 يناير – العبء من تأليف أجاثا كريستي.
- 1 يناير – مئة مرقش ومرقش من تأليف دودي سميث.
- 1 يناير – موسوعة غينيس للأرقام القياسية من تأليف كريج جلينداي.
- 1 أكتوبر – مبنى الرجل الميت من تأليف أجاثا كريستي.

## مواليد

### يناير
- 1 يناير – ديفيد نوت جراح من المملكة المتحدة.
- 1 يناير – ستيف إيرلي
- 6 يناير – جاستن ويلبي
- 7 يناير – جوني أوين ملاكم من المملكة المتحدة.
- 17 يناير – داميان غرين سياسي بريطاني.
- 19 يناير – هارولد جيمس مؤرخ بريطاني.[2]
- 25 يناير – كريس إمبي عالم فلك من المملكة المتحدة.[3]
- 31 يناير – جون ليدون[4]

### فبراير
- 8 فبراير – ريتشارد سيمون شارب مصرفي إنجليزي سابق شغل منصب رئيس هيئة الإذاعة البريطانية (بي بي سي) منذ فبراير 2021 إلى أبريل 2023.
- 17 فبراير – مالكولم ويلسون سائق رالي من المملكة المتحدة.
- 21 فبراير – ألان هارت لاعب كرة قدم من المملكة المتحدة.
- 21 فبراير – سالي جويل سياسية من الولايات المتحدة.

### مارس
- 8 مارس – لوري كننغهام لاعب كرة قدم إنجليزي.[5]
- 11 مارس – هيلين رولاسون[6]
- 12 مارس – ستيف هاريس[7]
- 20 مارس – كاترين أشتون سياسية بريطانية.[8]

### أبريل
- 19 أبريل – سو باركر
- 20 أبريل – بيتر تشيلسوم[9]

### مايو
- 19 مايو – رشيد حركوك لاعب كرة قدم جزائري.[10]
- 20 مايو – جيري بيتون لاعب كرة قدم أيرلندي.[11]
- 23 مايو – يان والاس لاعب ومدرب كرة قدم اسكتلندي.[12]

### يونيو
- 6 يونيو – كريستوفر آدمسون ممثل بريطاني.
- 12 يونيو – ديفيد ناري لاعب كرة قدم إنجليزي.[13]
- 17 يونيو – بول شيروين درّاج طريق من المملكة المتحدة.
- 20 يونيو – بيتر ريد لاعب ومدرب كرة قدم إنجليزي.[14]

### يوليو
- 9 يوليو – فيليب براون ممثل إنجليزي.
- 12 يوليو – توني غالفين لاعب كرة قدم أيرلندي.[15]
- 15 يوليو – إين كورتيس[16]
- 27 يوليو – غاري بيرتليس لاعب كرة قدم إنجليزي.[17]
- 29 يوليو – فيف أندرسون لاعب كرة قدم إنجليزي.[18]

### أغسطس
- 10 أغسطس – سوزان لويس كاتبة بريطانية.
- 21 أغسطس – كيم كاترال[19]

### سبتمبر
- 14 سبتمبر – راي ويلكينز لاعب ومدرب كرة قدم إنجليزي.[20]
- 27 سبتمبر – ستيف أركيبالد لاعب كرة قدم اسكتلندي.[21]

### أكتوبر
- 1 أكتوبر – تيريزا ماي سياسية من المملكة المتحدة.[22]
- 12 أكتوبر – ألان إيفانز لاعب كرة قدم اسكتلندي.[23]
- 20 أكتوبر – داني بويل[24]
- 30 أكتوبر – جولييت ستيفنسون ممثلة بريطانية.[25]

### نوفمبر
- 7 نوفمبر – جوناثان بالمر سائق سيارة سباق من المملكة المتحدة.
- 30 نوفمبر – ستيفن ديلان ممثل إنجليزي.

### ديسمبر
- 16 ديسمبر – توماس بورنس لاعب كرة قدم اسكتلندي.[26]

## وفيات

### يناير
- 31 يناير – آلان ألكسندر ميلن (مواليد 1892)[27]

### مارس
- 24 مارس – إدموند تايلور ويتاكر (مواليد 1873) رياضياتي بريطاني.[28]

### مايو
- 6 مايو – فيرغوس أندرسون (مواليد 1909) متسابق دراجات نارية من المملكة المتحدة.
- 19 مايو – هيكتور ماكفرسون (مواليد 1888)[29]
- 30 مايو – جورج ليفيك (مواليد 1876)

### يونيو
- 9 يونيو – جو سميث (مواليد 1890)

### سبتمبر
- 6 سبتمبر – مايكل فينتريس (مواليد 1922) مهندس معماري بريطاني.[30]
- 7 سبتمبر – تشارلز بيرجس فراي (مواليد 1872) لاعب كرة قدم إنجليزي.[31]
- 22 سبتمبر – فردريك سودي (مواليد 1877)[32]

### أكتوبر
- 24 أكتوبر – توم وايتكير (مواليد 1898) لاعب ومدرب كرة قدم إنجليزي.
- 24 أكتوبر – هنري نيكولاس ريدلي (مواليد 1855)[33]
- 26 أكتوبر – أليس غرين (مواليد 1879) لاعبة كرة مضرب بريطانية.

### نوفمبر
- 4 نوفمبر – فريدي ديكسون (مواليد 1892)

### ديسمبر
- 8 ديسمبر – ماري لويز أميرة شليزفيغ هولشتاين (مواليد 1872)[34]
- 15 ديسمبر – وليام رايت سميث (مواليد 1875)[35]